# 西江日报
《西江日报》是中共肇庆市委机关报，于1950年4月1日创刊。报头题字由时任中国国家领导人毛泽东亲笔题写。與同一集團的《肇庆都市报道》一同使用官方網站「肇慶西江網」。
2006年，《西江日报》加盟南方报业传媒集团，现时报纸由西江日报社与南方报业合办。